# اختبار الذكاء بواسطة التصوير العصبي
يهتم اختبار الذكاء بواسطة التصوير العصبي باستخدام تقنيات التصوير العصبي في تقييم الذكاء البشري. شهدت تقنيات التصوير العصبي تقدمًا كبيرًا ما دفع العلماء إلى السعي نحو استخدام التصوير العصبي بشكل متزايد في تقصي وظائف الدماغ المرتبطة بنسبة الذكاء (آي كيو).

## الأسس العصبية للذكاء
تختلف علامات الذكاء التي يمكن البحث عنها بواسطة التقنيات المتنوعة للاختبارات القائمة على التصوير العصبي باختلاف هذه التقنيات. تشمل أنواع الذكاء التي تعمل هذه المراجعة على تحليلها كلًا من الذكاء السائل (جي إف)، والذكاء العام (جي) والذكاء المتبلور (جي سي). استخدمت الدراسات المبكرة معلومات عن المرضى المصابين بتلف الدماغ، ولاحظت التغيرات التي أظهروها في معدلات الذكاء وارتباطها مع مناطق محددة من الدماغ. مع تطور تقنيات التصوير، تطورت كذلك القدرة على إجراء التحليلات العصبية الأعمق. وجدت دراسات التصوير بالرنين المغناطيسي ارتباطًا بين حجم المادة الرمادية والذكاء، ما يقدم الدليل اللازم من أجل التعميمات التي أمكن إجراؤها فيما يتعلق بحجم الرأس / الدماغ والذكاء. بالإضافة إلى ذلك، كشفت دراسات التصوير المقطعي بالإصدار البوزيتروني والتصوير بالرنين المغناطيسي الوظيفي عن مزيد من المعلومات المتعلقة بالقدرة الوظيفية لمناطق محددة من الدماغ. من خلال تسجيل النشاط الدماغي وتفسيره لدى مجموعة من الأفراد المشاركين في الدراسة أثناء إكمالهم مجموعة متنوعة من المهام المختلفة، يستطيع الباحثون إيجاد الارتباطات بين أنواع المهام المختلفة (وبالتالي نوع الذكاء) التي تستدعي نشاط مناطق محددة من الدماغ. يسمح إدراك كيفية استخدام مناطق محددة من الدماغ بتوفير مزيد من المعلومات حول البنية والتسلسل الهرمي المستخدمين في التطور العصبي. قد يوفر هذا أيضًا معلومات مثيرة للاهتمام حول مسارات نقل الإشارات العصبية أثناء تنقلها عبر الجهاز العصبي. تسمح الاختبارات القائمة على التصوير العصبي للباحثين باكتشاف الأسباب الكامنة خلف الاتصال بين بعض العصبونات المحددة، وما إذا كان مصطفة بالفعل بطريقة هادفة، وبالتالي كيفية إصلاح مثل هذه المسارات عند تعرضها للتلف.
بشكل عام، يوجد نوعان من دراسات الذكاء: دراسات القياس النفسي والدراسات الحيوية. تعمل النهج الحيوية على توظيف تقنيات التصوير العصبي واختبار وظائف الدماغ. تميل دراسات القياس النفسي إلى التركيز على القدرات العقلية. يقترح إيان ديري وزملاؤه أن زيادة التداخل بين هذه التقنيات من شأنه إعطاء مزيد من النتائج الجديدة. 

## القياس النفسي
القياس النفسي هو مجال دراسة متخصص في القياسات النفسية ومنطو على مهمتين رئيسيتين اثنتين: (1) بناء الأدوات والإجراءات اللازمة للقياس؛ و(2) تطوير النهج النظرية الخاصة بالقياس وتحسينها. ترتبط اختبارات الذكاء القائمة على الدماغ بكل من هذين الجانبين. أمكن تطوير التقنيات الحديثة للتركيز على الخصائص الحيوية: الجهود المرتبطة بالحدث في الدماغ، وحجم الدماغ وسرعة التوصيل العصبي. استُخدم العديد من الأدوات المختلفة في قياس هذه السمات.

### الجهود المرتبطة بالحدث في الدماغ
تسمح الجهود المرتبطة بالحدث في الدماغ بقياس «تسلسل» عمليات المعالجة المثيرة للاهتمام من الناحية النفسية. تُعتبر هذه الجهود المرتبطة بالحدث استجابات الدماغ المقاسة على منبهات محددة، مثل الأحداث الحسية، أو المعرفية أو الحركية. أظهرت الجهود المرتبطة بالحدث، عند مقارنتها مع «السرعة العقلية»، ارتباطًا سلبيًا بنسبة الذكاء (آي كيو). تشير الأبحاث المستخدمة للجهود المرتبطة بالحدث إلى امتلاك الأفراد ذوي نسبة الذكاء المرتفعة زمن استجابة أسرع في بعض ظروف الاختبار، وأشكال موجية مميزة من الجهود المرتبطة بالحدث ومختلفة عن أولئك ذوي نسبة الذكاء المنخفضة بالإضافة إلى درجة أقل من التباينية في الجهود المرتبطة بالحدث. يشير النقص في التباينية إلى قدرة الأفراد ذوي نسبة الذكاء المرتفعة على تحقيق درجات جيدة في مجموعة متنوعة من حالات الاختبار.
يمكن قياس الجهود المرتبطة بالحدث باستخدام تقنية تخطيط كهربية الدماغ (إي إي جي)، التي تنطوي على وضع الأقطاب الكهربائية على فروة الرأس بهدف قياس النشاط الكهربائي في الدماغ. يمكن بناء الشكل الموجي للجهود المرتبطة بالحدث من متوسط النتائج المحصلة عبر عدد من التجارب (100 تجربة أو أكثر). يقلل المتوسط من ضوضاء الإشارات القادمة من النشاط الدماغي العشوائي، ما يترك الجهود المرتبطة للحدث فقط. تتمثل إحدى ميزات الجهود المرتبطة بالحدث في قدرتها على قياس عمليات المعالجة بين التنبيه والاستجابة بشكل مستمر. يساهم هذا التدفق المستمر من المعلومات في معرفة مكان تأثر النشاط الدماغي الكهربائي عند استخدام منبهات محددة.